# Daysend
Daysend (pronunciado Days-end) foi uma banda australiana de death metal melódico, formada em 2002 por Aaron Bilbija na guitarra e Meredith Webster no baixo. Eles foram acompanhados mais tarde naquele ano por Wayne Morris na bateria. De 2003 a 2006, o vocalista principal foi Simon Calabrese, que foi substituído por Mark McKernan. O grupo lançou três álbuns, Severance (novembro de 2003), The Warning (maio de 2007) e Within the Eye of Chaos (fevereiro de 2010), antes de se separarem em maio de 2011.

## Membros
- Mark McKernan (Halcroft) – vocais (2006–2011)
- Aaron Bilbija – guitarra (2002–2011)
- Meredith Webster – baixo (2002–2011)
- Wayne Morris – bateria (2002–2011)
- Jason Turnbull - guitarra (2007–2010, 2010-2011)
- Braithe Selby - guitarra (2010–; apenas turnê)
- Simon Calabrese – vocais (2003–2006)
- Adam Nobilia - vocais (2002)
- Dave Micallef – vocais (2002)
- Andrew Lilley – guitarra (2005)
- Matt Lamb – bateria (2002)
- Michael Kordek – guitarra (2002–2005, 2005–2007)

## Discografia

### Álbuns de estúdio
- Severance (2003)
- The Warning (2007)
- Within The Eye Of Chaos (2010)